# Dupont (Indiana)
Dupont é uma cidade  localizada no estado americano de Indiana, no Condado de Jefferson.

## Demografia
Segundo o censo americano de 2000, a sua população era de 392 habitantes.
Em 2006, foi estimada uma população de 393, um aumento de 1 (0.3%).

## Geografia
De acordo com o United States Census Bureau tem uma área de
2,7 km², dos quais 2,7 km² cobertos por terra e 0,0 km² cobertos por água.

## Localidades na vizinhança
O diagrama seguinte representa as localidades num raio de 24 km ao redor de Dupont.